# Harry Stafford
Harry Stafford (født 1869 i Crewe, Cheshire, England - 1940) var en engelsk fodboldspiller. Stafford spillede i Newton Heath, der siden blev til Manchester United, hvor Stafford opnåede 200 kampe. Stafford var den første anfører for Manchester United.
Harry Stafford kom til Newton Heath fra Crewe Alexandra F.C. i 1896. Ifølge legenden løb Staffords hund over til den velhavende brygger John Henry Davies medens Stafford var anfører i Newton Heath. Davies kunne lide hunden og begyndte at snakke med Stafford. Stafford fortalte Davies om klubben han spillede for og om klubbens økonomiske problemer. Davies besluttede sig til at købe holdet og betale gælden ud.
Stafford blev anfører for Newton Heath i 1896 og var stadig anfører for klubben, da denne blev til Manchester United i 1902. Stafford trak sig tilbage som spiller i 1903, og blev derefter hotelejer i Wrexham, Denbighshire, Wales og senere i Canada.